# Liste der Kulturgüter in Schafisheim
Die Liste der Kulturgüter in Schafisheim enthält alle Objekte in der Gemeinde Schafisheim im Kanton Aargau, die gemäss der Haager Konvention zum Schutz von Kulturgut bei bewaffneten Konflikten, dem Bundesgesetz vom 20. Juni 2014 über den Schutz der Kulturgüter bei bewaffneten Konflikten sowie der Verordnung vom 29. Oktober 2014 über den Schutz der Kulturgüter bei bewaffneten Konflikten unter Schutz stehen.
Objekte der Kategorien A und B sind vollständig in der Liste enthalten, Objekte der Kategorie C fehlen zurzeit (Stand: 1. Januar 2023). Unter übrige Baudenkmäler sind weitere geschützte Objekte zu finden, die in der Bau- und Nutzungsordnung der Gemeinde verzeichnet und nicht bereits in der Liste der Kulturgüter enthalten sind.

## Kulturgüter
| Foto |                                                              | Objekt                                                          | Kat. | Typ | Standort                                  | Beschreibung |
| ---- | ------------------------------------------------------------ | --------------------------------------------------------------- | ---- | --- | ----------------------------------------- | --- |
| ja   | Datei hochladen · Wikidata zu Haus Urech (Q19362380)         | Haus Urech KGS-Nr.: 00233                                       | A    | G   | Seetalstrasse 27 653045 / 248041          | 1783 erbautes Landhaus im Rokoko-Stil. Zweigeschossiger Mauerbau unter Mansarddach und Mittelrisaliten an den Längsseiten. |
| ja   | Datei hochladen · Wikidata zu Schloss Schafisheim (Q1532723) | Schloss Schafisheim KGS-Nr.: 00234                              | A    | G   | Lenzburgerstrasse 5–7 653260 / 247726     | Wahrscheinlich im frühen 15. Jahrhundert erbautes Schloss. Hochragender gotischer Mauerbau mit vorkragendem, geschindeltem Dachgeschoss unter steilem geknicktem Walmdach. An der Nordseite angebaut ein runder Treppenturm von 1605/06 mit kantigem Spitzhelm.                                                                                            |
| BW   | Datei hochladen · Wikidata zu Brütelgut (Q29580674)          | Brütelgut (ehemalige Fabrik und Ökonomiegebäude) KGS-Nr.: 00232 | B    | G   | Alte Bernstrasse 12, 14.1 653162 / 248392 | Von 1758 bis 1760 erbautes Landhaus. Dreigeschossiger Mauerbau unter geknicktem Walmdach mit vorgelagertem Garten. Innenausstattung zu grossen Teilen im Originalzustand erhalten. Daneben steht ein im Jahr 1750 erbauter bäuerlicher Vielzweckbau, ein lang gestreckter Ständerbau, dessen westlicher Teil mit Fachwerk und Giebelründe ausgebildet ist. |
| ja   | Datei hochladen · Wikidata zu Kirche Schafisheim (Q1742687)  | Evangelisch-reformierte Kirche KGS-Nr.: 15741                   | B    | G   | Lenzburgerstrasse 9 653317 / 247672       | 1498 erbautes Kirchengebäude im gotischen Stil, mit dreiseitig schliessendem Chor, steilem Satteldach und hohem Turm. |

## Übrige Baudenkmäler
| ID  | Foto |                 | Objekt                       | Typ | Standort                              | Beschreibung |
| --- | ---- | --------------- | ---------------------------- | --- | ------------------------------------- | ------------ |
| 903 | BW   | Datei hochladen | Talhaus                      | G   | Talgasse 14 653131 / 247408           |              |
| 904 | BW   | Datei hochladen | Vogtshaus                    | G   | Seetalstrasse 48–50 653135 / 247755   |              |
| 905 | BW   | Datei hochladen | Ehemaliges Bauernhaus        | G   | Seetalstrasse 44 653120 / 247801      |              |
| 909 |      | Datei hochladen | Speicher                     | G   | Stapfeweg                             |              |
| 910 | BW   | Datei hochladen | Speicher                     | G   | Talgasse 32 652995 / 247276           |              |
| 916 | BW   | Datei hochladen | Ehemaliges Bauernhaus        | G   | Lenzburgerstrasse 14 653337 / 247638  |              |
| 917 | BW   | Datei hochladen | Ehemaliges Doppel-Bauernhaus | G   | Seetalstrasse 107–109 653198 / 247559 |              |

Legende: Siehe Legende der Liste der Kulturgüter von nationaler und regionaler Bedeutung. Anstelle der KGS-Nummer wird als Objekt-Identifikator (ID) die Inventar- oder Gebäudenummer in der Bau- und Nutzungsordnung der Gemeinde verwendet.